# Port lotniczy Nakhon Si Thammarat
Port lotniczy Nakhon Si Thammarat (IATA: NST, ICAO: VTSF) – port lotniczy położony 14 km od miasta Nakhon Si Thammarat, w prowincji Nakhon Si Thammarat, w Tajlandii.